# Belle Center
Belle Center è un villaggio degli Stati Uniti d'America, situato nello stato dell'Ohio, nella contea di Logan.